# The Red Viper
Pour plus de détails, voir Fiche technique et Distribution.
The Red Viper est un film américain, sorti en 1919.

## Fiche technique
- Titre : The Red Viper
- Réalisation : Jacques Tyrol
- Scénario : Winifred Dunn
- Pays d'origine : États-Unis
- Format : Noir et blanc - 1,33:1 - Film muet
- Genre : drame
- Durée : 70 minutes
- Date de sortie : 1919

## Distribution
- Gareth Hughes : David Belkov
- Ruth Stonehouse : Mary Hogan
- John Gilbert : Dick Grant
- Irma Harrison : Yolanda Kosloff
- R.H. Fitzsimmons : Charles Smith
- Alberta Lee : Mrs Hogan
- Alfred Hollingsworth : Pat Hogan